# Sical de la puna
El sical de la puna (Sicalis lutea) és una espècie d'ocell pertanyent a la família Thraupidae.
Habita en estepes i zones humides dels turons. A Amèrica del Sud l'hi troba als països de l'Argentina, Bolívia i el Perú.